# Mount Broome
Mount Broome ist ein 1500 m hoher Berg nahe der Lassiter-Küste im Palmerland auf der Antarktischen Halbinsel. In den Werner Mountains ragt er aus dem nördlichen Abschnitt eines Gebirgskamms zwischen dem Douglas-Gletscher und dem Bryan-Gletscher auf.
Der United States Geological Survey kartierte ihn anhand eigener Vermessungen und Luftaufnahmen der United States Navy aus den Jahren von 1961 bis 1967. Das Advisory Committee on Antarctic Names benannte ihn 1968 nach Howard W. Broome Jr., Elektriker auf der Amundsen-Scott-Südpolstation im antarktischen Winter 1967.